# 佐野日本大学高等学校
佐野日本大学高等学校（さのにほんだいがくこうとうがっこう）は、栃木県佐野市石塚町にある、日本大学準付属の私立高等学校。略称は「佐野日大（さのにちだい）」「佐日（さにち）」など。

## 特色
日本大学準付属の高等学校で、佐野市を中心とする安佐地域の地元市町村による誘致に日本大学が応える形で設置された。校訓には『文武両道』『師弟同行』『自主創造』を掲げ、『人づくりの佐野日大』をモットーにしている。2004年（平成16年）には栃木県英語スピーチコンテストで優勝者を出す。2006年（平成18年）から文部科学省より理系教育に重点をおくスーパーサイエンスハイスクール (SSH) に指定された（特別進学コースにSSHクラスを1クラス設置）。学校生活の生徒の態度が悪いあるいは善行が認められた場合、Eシートが発行される。

### 概要
- 理事長:長谷川弘
- 学校長:高原健治

### 教育環境
- 特別進学コースαクラス
- 特別進学コース
- スーパー進学コース
- 進学コース

（2005年度まで一貫コース高等部が設置されていたが、解消された。かつて特別進学コースにはβ専攻が設置されていた。2010年に佐野日本大学中等教育学校が開校することに伴って佐野日本大学中学校が廃止となったため、2011年からは高校から入学する生徒のみによるクラス編成となる。）

### 施設
- 本館
事務施設・大会議室・ホール・放送室・桜萩庵(礼法学習室として使用される和室)等を備える。
- 図書館・特別教室棟
特別進学コースが使用する。特進職員室・高等学校図書館・CAI教室・コンピューター室・美術室を備えている。（1996（平成8）年度以前は、特別進学コースが使用。1997（平成9）年度から2010（平成22）年度まで中学校および中等教育学校が使用。）
- 理科研究棟　
天体望遠鏡・理科室・音楽室・被服室・調理室・購買室等を備える。
- 1号棟
平成26年10月に新築・建て替えされ、スーパー進学コースおよび進学コースが使用する。進路指導室・進路センター・入試室・高等学校保健室・スーパー進学コース職員室・進学コース職員室がある。
- 2号棟
中等教育学校のクラスが使用する。中等教育図書室を備える。（2014（平成26）年度途中まではスーパー進学コース・進学コースも使用。）
- 3号・中等教育学校棟
中等教育学校のクラスが使用する。（1996（平成8）年度以前は、当時の中学校のクラスが使用。1997（平成9）年度から2010（平成22）年度まで特別進学コースが使用。）
- 『プラザ40』
2004年度に創立40年を迎え建設された、屋内温水プール付の講堂兼総合体育館。
主に体育や部活動で使用。
- 『スタジアム30』
30周年時に設置された総合グラウンド。野球場と陸上競技場を備える。
- 他に研修寮がある。また、職員室がコース別に三か所に分かれているほか、2つの体育教員室、中等教育学校職員室も敷地内にある。また、テニス場、グラウンド、職員駐車場などがある。

### 部活動
- 硬式野球
- サッカー
- 陸上競技
- ゴルフ
- 剣道
- 硬式テニス
- ダンス
- 水泳
- 柔道
- 和弓
- バレーボール
- バスケットボール
- ソフトテニス
- 軟式野球
- ラグビー
- チアリーディング
- 管弦楽（中学と合同）
- 吹奏楽
- 書道
- 演劇
- 美術
- 文芸
- 理科研究
- JRC
- 写真
- 数学研究
- 英語研究
- 歴史研究
- 華道
- デジタル放映
- イラストアニメ
- 茶道
- 合唱（中学と合同）
- さくらインターアクト
- 和太鼓(中学と合同)
- JRC

同好会
- バドミントン
- 卓球
- 囲碁将棋
- 料理研究
- 古典文学

### 在校生・教職員
佐野市は両毛線・東武佐野線が交差する交通の要衝でもあることから、北関東3県(栃木・茨城・群馬)や埼玉県からの通学者が多い。2021年4月現在で総生徒数約2400人。教職員数約263名。足利大学附属高等学校と共に、埼玉県内の中学校で出張入試を行なっている。

### 交通
スクールバス
佐野駅から15分、吉水駅から7分、足利駅・足利市駅から25分、静和駅から25分。
- 平成20年度より館林駅・小山駅・太田駅・栃木駅からも運行するようになった。

自転車
佐野駅から20-30分、吉水駅から10-15分

### 関連団体
佐野日本大学短期大学、佐野日本大学中等教育学校、姉妹法人に社会福祉法人桜和会(おうわかい)がある。

## 沿革
- 1964年5月1日 - 学校法人佐野学園設立、佐野日本大学高等学校（普通科）創立
- 1967年4月1日 - 商業科を設置
- 1973年11月17日 - 創立10周年記念式典挙行
- 1978年11月1日 - 創立15周年記念式典挙行
- 1987年4月1日 - 法人名称を佐野日本大学学園に変更
- 1988年4月1日 - 佐野日本大学中学校開校
- 1988年5月14日 - 創立25周年記念式典挙行
- 1989年4月1日 - 商業科募集停止、国際教養科設置
- 1993年11月27日 - 創立30周年記念式典挙行
- 1993年12月31日 - 総合グラウンド・スタジアム30竣工
- 1996年3月31日 - 国際教養科募集停止
- 2001年4月1日 - 普通科グローバルコミュニケーションコース開設（高校）
- 2001年4月1日  - 普通科スポーツ進学コース開設（高校）
- 2003年4月1日 - 人間科学進学コース開設（高校）
- 2004年9月1日 - 講堂兼総合体育館・プラザ40竣工
- 2004年10月14日 - 英国Grammar School For Girls 姉妹校提携調印式
- 2004年10月16日 - 創立40周年記念式典挙行（養老孟司氏の講演等）
- 2006年4月  - 文部科学省より、スーパーサイエンスハイスクール (SSH) の指定（5年間）
- 2010年3月 - 佐野日本大学中学校を廃止、佐野日本大学中等教育学校に移行
- 2010年4月 - 中学校の発展的廃止により、敷地内に佐野日本大学中等教育学校が開校
- 2020年8月 - 人工芝グラウンドが完成

## 著名な出身者

### スポーツ
野球
- 戸羽隆
- 麦倉洋一（当校監督）
- 会田有志
- 江村将也
- 澤村拓一
- 金伏ウーゴ
- 西宮悠介[1]
- 田嶋大樹
- 弓削隼人
- 五十幡亮汰
- 谷村逸郎
- 板倉寛樹
- 長島幸佑

サッカー
- 小林成光
- 前田和也
- 稲葉久人
- 石堂和人
- 本石捺
- 野澤陸
- 宇都木峻
- 平吹楽

陸上
- 西田隆維

ラグビー
- 新妻汰一
- 大内錬
- 杉本悠馬
- 古谷亘
- 大内空
- 佐川奨茉

自転車
- 兵藤一也
- 阿久津浩之
- 阿久津尚二

ゴルフ
- 松村道央
- 小林伸太郎

### 芸能・アナウンサー
- 野沢秀行 - ミュージシャン
- 小池里奈 - 俳優
- 武重聖一 - 俳優
- 竹内順子 - 声優
- 中谷真希枝 - 俳優　※高校2年次に転校
- 青空千風 - お笑い芸人
- 武藤乃子 - アナウンサー
- 小島亜輝子 - キャスター
- 駒見直音 - アナウンサー
- 中田クルミ - 俳優
- 中田みのり - ファッションモデル
- 安田芽衣子 - タレント
- 鈴木大介 - ブラゴーリ

### その他の出身者
- 多田善洋 - 館林市長
- 穂積昌信 - 太田市長
- 八津弘幸 - 脚本家